# Steve Backley
Stephen „Steve” James Backley (ur. 12 lutego 1969 w Sidcup) – brytyjski lekkoatleta, specjalizujący się w rzucie oszczepem.
Backley był jednym z najwybitniejszych oszczepników lat 90. XX wieku. Pierwszy sukces odniósł w 1987, gdy został mistrzem Europy juniorów, rok później ustanowił rekord świata juniorów (79,50). Czterokrotny mistrz Europy, trzykrotny medalista olimpijski i dwukrotny wicemistrz świata. Dwa razy bił rekord świata – 2 lipca 1990 w Sztokholmie uzyskał wynik 89,58, a dwa lata później – 25 stycznia 1992 w Auckland – uzyskał wynik 91,46 i jako pierwszy człowiek rzucił oszczepem nowego typu ponad 90 metrów. Do dziś jest to rekord Wielkiej Brytanii.
Odznaczony Orderem Imperium Brytyjskiego IV klasy (OBE). Wystąpił w trzeciej serii brytyjskiego show Dancing on Ice, gdzie zajął 7. lokatę.

## Osiągnięcia
| Rok  | Impreza                     | Miejsce           | Lokata            | Wynik |
| ---- | --------------------------- | ----------------- | ----------------- | ----- |
| 1987 | Mistrzostwa Europy juniorów | Birmingham        | 1. miejsce        | 75,14 |
| 1988 | Mistrzostwa świata juniorów | Greater Sudbury   | 2. miejsce        | 75,40 |
| 1989 | Finał A pucharu Europy      | Gateshead         | 1. miejsce        | 82,92 |
| 1989 | Puchar świata               | Barcelona         | 1. miejsce        | 85,90 |
| 1989 | Uniwersjada                 | Duisburg          | 1. miejsce        | 85,60 |
| 1990 | Mistrzostwa Europy          | Split             | 1. miejsce        | 87,30 |
| 1990 | Igrzyska Wspólnoty Narodów  | Auckland          | 1. miejsce        | 86,02 |
| 1991 | Uniwersjada                 | Sheffield         | 1. miejsce        | 87,42 |
| 1991 | Mistrzostwa świata          | Tokio             | el. – 15. miejsce | 78,24 |
| 1992 | Igrzyska olimpijskie        | Barcelona         | 3. miejsce        | 83,38 |
| 1993 | Mistrzostwa świata          | Stuttgart         | 4. miejsce        | 81,80 |
| 1994 | Mistrzostwa Europy          | Helsinki          | 1. miejsce        | 85,20 |
| 1994 | Puchar świata               | Londyn            | 1. miejsce        | 85,02 |
| 1994 | Igrzyska Wspólnoty Narodów  | Victoria          | 1. miejsce        | 82,74 |
| 1995 | Superliga pucharu Europy    | Villeneuve-d’Ascq | 3. miejsce        | 81,96 |
| 1995 | Mistrzostwa świata          | Göteborg          | 2. miejsce        | 86,30 |
| 1995 | Finał Grand Prix IAAF       | Monako            | 3. miejsce        | 83,84 |
| 1996 | Igrzyska olimpijskie        | Atlanta           | 2. miejsce        | 87,44 |
| 1997 | Superliga pucharu Europy    | Monachium         | 1. miejsce        | 86,86 |
| 1997 | Mistrzostwa świata          | Ateny             | 2. miejsce        | 86,80 |
| 1997 | Finał Grand Prix IAAF       | Fukuoka           | 7. miejsce        | 81,58 |
| 1998 | Mistrzostwa Europy          | Budapeszt         | 1. miejsce        | 89,72 |
| 1998 | Igrzyska Wspólnoty Narodów  | Kuala Lumpur      | 2. miejsce        | 87,38 |
| 1998 | Puchar świata               | Johannesburg      | 1. miejsce        | 88,71 |
| 1999 | Mistrzostwa świata          | Sewilla           | 8. miejsce        | 83,84 |
| 2000 | Igrzyska olimpijskie        | Sydney            | 2. miejsce        | 89,85 |
| 2001 | Mistrzostwa świata          | Edmonton          | el. – 14. miejsce | 81,50 |
| 2001 | Finał Grand Prix IAAF       | Melbourne         | 4. miejsce        | 85,38 |
| 2002 | Superliga pucharu Europy    | Annecy            | 2. miejsce        | 85,03 |
| 2002 | Mistrzostwa Europy          | Monachium         | 1. miejsce        | 88,54 |
| 2003 | Mistrzostwa świata          | Paryż             | 9. miejsce        | 80,13 |
| 2004 | Igrzyska olimpijskie        | Ateny             | 4. miejsce        | 84,13 |